# Neil Stuke
Neil Robert Stuke (ur. 22 lutego 1966 w Dover, w hrabstwie Kent) – brytyjski aktor filmowy i telewizyjny.

## Wybrana filmografia

### filmy fabularne
- 1998: Przypadkowa dziewczyna jako defensive bloke

### seriale TV
- 1993: Poirot jako Peter Baker
- 1998: Na sygnale jako Tony
- 1998: Milczący świadek jako Andy Fox
- 2000: Grzechy jako Carl Rogers
- 2007: Kingdom jako Damien
- 2009: Morderstwa w Midsomer jako Max
- 2009-2010: 27 minut spóźnienia jako Chris
- 2010: Agatha Christie: Panna Marple jako dr Haydock
- 2010: Nowe triki jako Duncan Miller
- 2014: Plebs jako Cornelius
- 2015: Doktor Foster jako Chris Parks
- 2016: Milczący świadek jako detektyw Laurence Cooke